# 右金吾卫
右金吾卫，中国古代禁卫军指挥机构。唐朝十六卫之一。

## 历史
隋文帝时设置右武候府。设右武候府大将军一人、正三品，右武候府将军二人、从三品。管理车驾出巡营卫。与左武候府一起管理车驾扈从。昼夜巡察烽候道路，管理营禁。分别率领各骠骑府、车骑府府兵。属下有长史、司马、录事及功曹参军、仓曹参军、兵曹参军、骑曹参军，法曹行参军、铠曹行参军，还有司辰师、漏刻生。
隋炀帝大业三年（607年），右武候府改名右候卫府，司展师改属太史局，增设察非掾，专掌纠弹。右候卫府属于十二卫。设右候卫大将军一员为长官，正三品，总其府事，并统诸鹰扬府。右候卫将军二员，从三品，佐大将军总府事。统诸鹰扬府府兵。下设护军四员，辅佐将军，护军改为虎贲郎将（武贲郎将），又设武虎牙郎将（武牙郎将）六员，属官有长史、录事参军、司仓、司兵、司骑、司铠等。军士称之为佽飞。
唐高祖武德五年（622年）右候卫府改为右武候卫。唐高宗龙朔二年（662年）右武候卫改为右金吾卫。
右金吾卫设大将军一人、将军二人、中郎将二人，和左金吾卫管理宫中、京城巡警，烽候道路，执御非违，领翊府和诸折冲府府兵。
- 右金吾卫大将军一人，正三品。置上将军之前，为右金吾卫长官。管理宫中、京城巡警，烽候、道路、水草之宜。
- 右金吾卫将军二员，从三品。辅佐右金吾卫大将军。

右金吾卫属官还有长史、录事、仓曹参军、兵曹参军、骑曹参军、胄曹参军事等。武周天授二年（691年）设司阶、中候、司戈、执戟四色官和长上等属官，另有街使、判官等。其翊府有属官中郎将、郎将、兵曹参军事，又有校尉旅帅、队正、副队正等员。右金吾卫中郎将时右金吾卫右翊府长官，一员，正四品下，掌领本府翊卫，督京城六街铺巡警。唐德宗贞元二年（788年）设上将军一人，在大将军之上。右金吾卫上将军，从二品，统领翊府之翊卫及外府佽飞番上。
辽朝也设置右金吾卫，设大将军、上将军、将军，为加官，领折冲都尉、果毅都尉。西夏置右金吾卫，掌京城巡警，夏仁宗、夏桓宗时设右金吾卫上将军、右金吾卫正将军，多派为赴金朝使节。
北宋右金吾卫上将军、大将军、将军、中郎将置为环卫官，无定员、无职掌，多让宗室担任，也作为武臣赠典或武官责降散官。元丰改制前，右金吾卫中郎将为四品。元丰改制后，改右金吾卫上将军为从二品。右金吾卫大将军降为正四品，右金吾卫将军降为从四品。南宋多不除授，宋孝宗隆兴年间复置右金吾卫上将军、大将军、将军。常以节度使领任右金吾卫上将军、大将军。

## 人物
- 597年，右武候大将军虞庆则
- 612年，右武候将军赵孝才
- 613年，右武候大将军李子雄
- 613年，右候卫将军屈突通
- 613年，右候卫将军冯孝慈
- 616年，右候卫大将军赵才
- 618年，右候卫大将军李才
- 瓦岗军，右武候大将军徐世勣
- 618年，右武候大将军庞玉
- 619年，右武候将军高静
- 619年，右武候大将军安兴贵
- 622年，右武候将军桑显和
- 623年，右武候大将军李高迁
- 626年，右候车骑将军侯君集
- 626年，右武候大将军尉迟敬德
- 626年，右武候将军张公谨
- 630年，右武候大将军阿史那思摩
- 643年，右武候将军丘行恭
- 647年，右武候将军李海岸
- 648年，右武候将军梁建方
- 651年，右武候将军薛孤吴仁
- 663年，右金吾仓曹参军杨行颖
- 665年，右金吾卫将军庞同善
- 682年，右金吾将军阎怀旦
- 683年，右金吾将军杨玄俭
- 696年，右金吾卫大将军张玄遇
- 697年，右金吾卫大将军武懿宗
- 710年，麻嗣宗行右金吾卫中郎将
- 710年，道王李微为检校右金吾卫大将军
- 716年，李大酺受封饶乐郡王、行右金吾大将军兼饶乐都督
- 759年，李日越为右金吾大将军
- 779年，右金吾将军裴谞
- 780年，右金吾将军张光晟
- 798年，右金吾都知赵洽、田秀岩
- 804年，右金吾大将军范希朝
- 810年，右金吾大将军伊慎
- 822年，征李㝏为右金吾将军
- 822年，李质为右金吾将军
- 841年，右金吾大将军王会
- 858年，右金吾大将军李燧为岭南节度使
- 868年，以前静海节度使高骈为右金吾大将军
- 868年，唐懿宗任命右金吾大将军康承训为义成节度使
- 882年，唐僖宗以朱温为右金吾大将军
- 928年，后唐任用昭义节度使毛璋为右金吾卫上将军
- 947年，后晋右金吾卫大将军李彦绅